# Apatania maritima
Apatania maritima là một loài Trichoptera trong họ Apataniidae. Chúng phân bố ở miền Cổ bắc.